# Hob Gadling
Hob Gadling es un personaje ficticio de la serie limitada de historietas The Sandman, creada por Neil Gaiman y publicada por la Editorial Vertigo.

## Descripción
Hob Gadling es un inmortal. Antiguamente fue un soldado mercenario británico que se negaba a morir, y por ello hizo un pacto con Sueño de los Eternos, para encontrarse en el mismo bar, El Caballo Blanco, una vez cada cien años. Hob es de mediana estatura, de contextura normal, y de pelo castaño. Muchas veces aparece con barba, y tiene poco pelo, aunque en ocasiones tenga más cantidad de pelo en la cabeza y aparezca afeitado. Es amigo de Morfeo.

## Historia
Hob Gadling aparece por primera vez en The Sandman N.º 13, "Hombres de buena fortuna, donde se cuenta su historia. Su primer encuentro con Morfeo se da en un bar, llamado "El Caballo Blanco", en el año 1389. Allí, Hob está discutiendo con sus amigos acerca de la muerte, diciendo que la muerte es una estupidez, que él no quiere tener nada que ver con ella, y que sabe lo que es. Allí conocemos parte de su historia: nació en un pueblo asolado por la peste, a la cual sobrevivió, y fue soldado mercenario en la batalla de Borgoña, en el bando de Buckingham, que resultó en un desastre para los ingleses.
Allí, es oído por Morfeo y Muerte de los Eternos, quienes deciden concederle la inmortalidad hasta que éste desee la muerte, a condición de encontrarse cada cien años con Morfeo en el bar. En el mismo número, se va conociendo buena parte de su historia personal, y se puede ver que Hob es extremadamente optimista con respecto al progreso de los seres humanos, y de las posibilidades de su propia vida. 
Gadling sigue siendo soldado por un tiempo, se vuelve rico gracias a la imprenta y la exploración naval, se casa y se ordena caballero (1389-1589 DC), cae en desgracia después de la muerte prematura de su esposa e hijo, y va a prisión por brujería (1589-1689 DC), se vuelve esclavista de negros y se enriquece por segunda vez (1689-1789 DC), actividad que deja debido a su inmoralidad y a que Morfeo lo hace reflexionar sobre ello, quedando en él marcas de por vida (1789-1889 DC).
En 1789, su encuentro con Sueño se ve interrumpido por la dama Johanna Constantine, una antepasada de John Constantine y Joanna Constantine, quien dice que ha oído en algún lugar el rumor de que el Diablo y el Judío Errante se encuentran una vez por siglo en el bar. Esta interrupción daría por resultado el inicio de la relación con Morfeo de Johanna; y gracias a esto sabemos que Hob también estuvo en contacto con otro ancestro de John, Jack Constantine, aparentemente también un hechicero.
En su encuentro en 1889, antes del cautiverio de Sueño, Gadling reconoce que ya hay otros inmortales entre los hombres, y que por tanto Morfeo no lo necesitaría para ver cómo funcionaría este don entre los hombres puesto que ya lo sabe, y deduce que Morfeo se lo dio para tener un amigo mortal. Ante esto, el Señor del Sueño se escandaliza, aunque después del Cautiverio, en el último encuentro en el Caballo Blanco, reconoce su amistad.
En las conversaciones del bar de 1989, pueden notarse ciertas similitudes con las conversaciones de los siglos anteriores; como por ejemplo acerca de la Peste como castigo de Dios (cosa que en 1389 y en 1589 se critica), y que en el último encuentro se la relaciona con el SIDA, o la subida de impuestos. Esto se condice con una de las frases de Ovidio en latín: Omnia mutantur, nihil interit (“Todo cambia, nada muere”).
A través de otras apariciones, sabemos que Hob en algún momento se cansó del sexo por sí mismo, y que empezó a entablar relaciones más duraderas con mujeres y hombres, a quienes intentó volver inmortales, pero sin embargo, todos acabaron muriendo en algún momento, resultando en mucho dolor para Hob.

## Inspiración
Gaiman ha dicho que ha basado el patrón lingüístico de Hob en el del actor inglés Bob Hoskins, particularmente en el film The Long Good Friday. Ha sido recurrentemente retratado como un hombre de mediana estatura con pelo castaño rojizo ligeramente decayendo, pero solo en 'Domingo de luto' el dibujante Michael Zulli basó su apariencia en una persona específica: Ian Anderson, cantante de la banda británica de rock progresivo Jethro Tull.
El concepto de un personaje literario que se mantiene vivo a pura voluntad, o incluso volver de la muerte, tiene mucha historia también. Un ejemplo de esto es Ligeia, de la historia de Edgar Allan Poe del mismo nombre. Sin embargo, es probable que el inglés inmortal haya estado inspirado en el personaje de Orlando de Virginia Woolf, y/ o por el personaje de Alberto Breccia y Héctor Germán Oesterheld Mort Cinder.